# 愛知県道24号知多東浦線

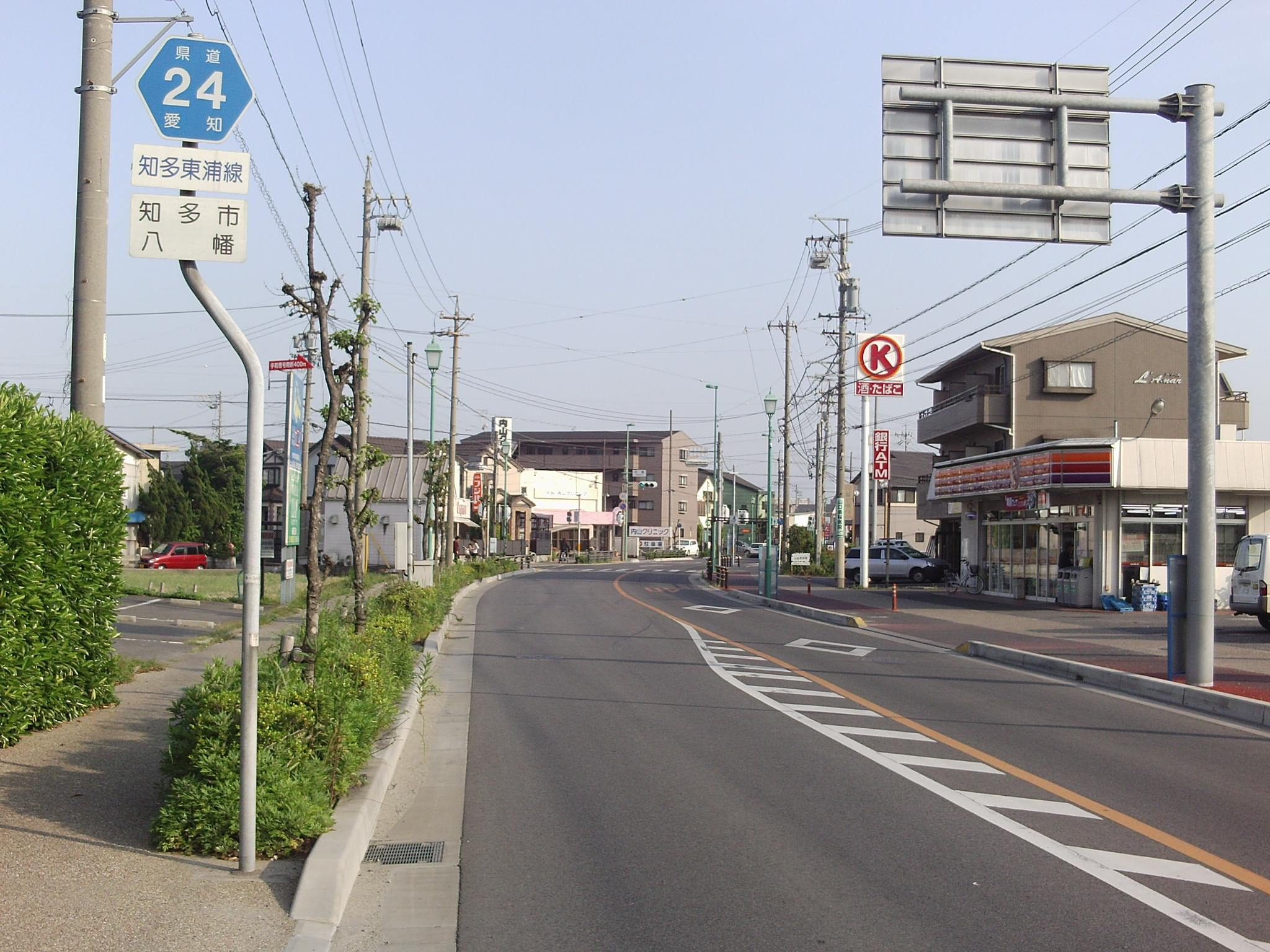
知多市八幡（旧八幡町）。

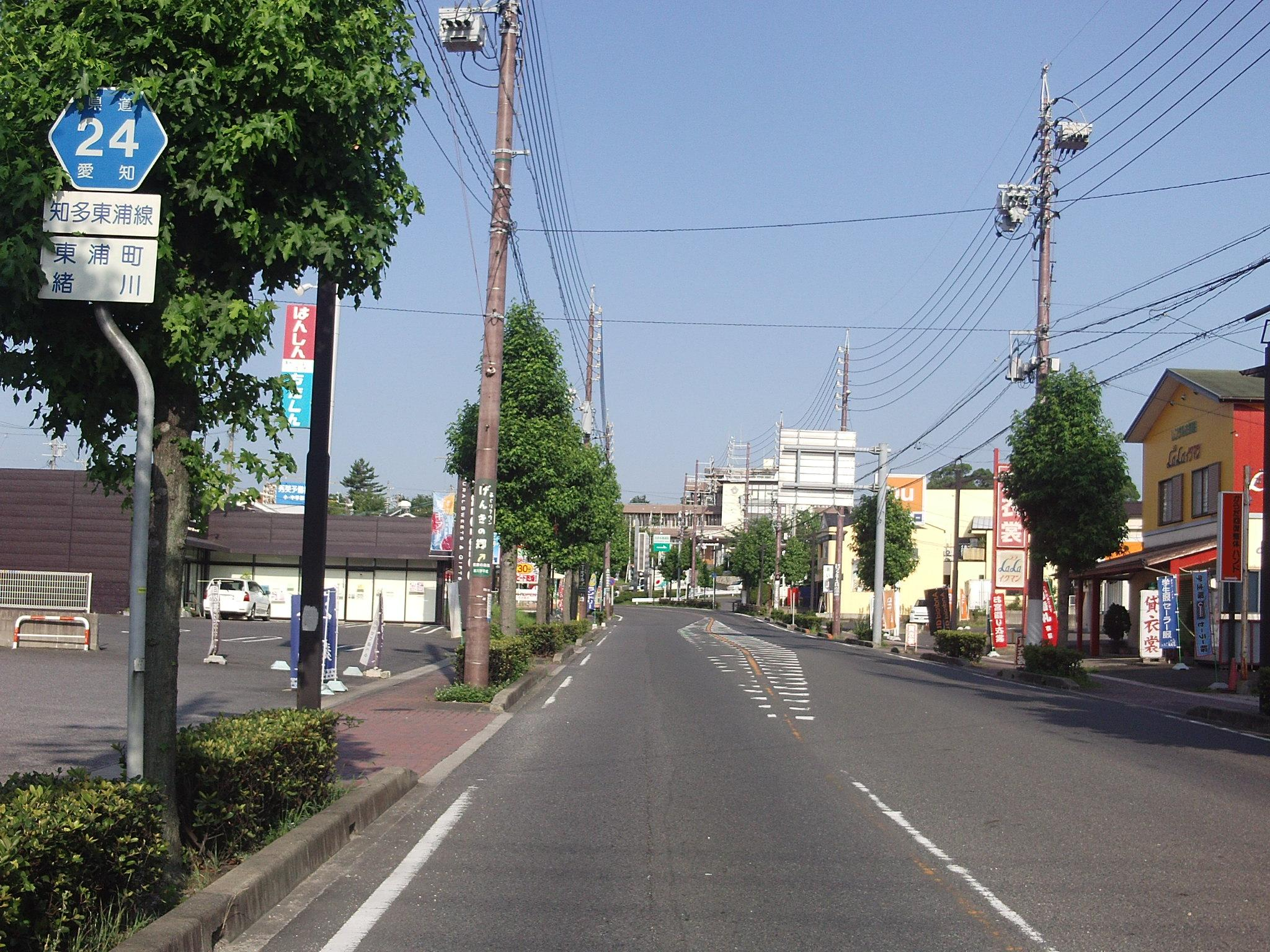
知多郡東浦町緒川

愛知県道24号知多東浦線（あいちけんどう24ごう ちたひがしうらせん）は、愛知県知多市から知多郡東浦町に至る主要地方道である。

## 概要

### 概要データ
- 起点：愛知県知多市八幡（国道155号交点）
- 終点：愛知県知多郡東浦町緒川（国道366号交点）
- 総距離：11.7Km

## 沿革
- 1994年4月1日：それまでの愛知県道255号八幡緒川停車場線の大部分を改番改称、認定。

## 地理

### 通過する自治体
- 愛知県
  - 知多市
  - 東海市
  - 知多郡東浦町

### 交差する道路
- 国道155号（常滑街道）（堀切交差点）
- 愛知県道254号白沢八幡線（岩ノ脇交差点）
- 愛知県道252号大府常滑線（知多市三反田 - 八幡で重複）
- 愛知県道55号名古屋半田線（半田街道）（緒川新田交差点）
- 愛知県道23号東浦名古屋線（緒川姥池交差点 - 猪伏釜交差点 - 於大公園西交差点で重複）
- 知多半島道路（東浦知多インターチェンジ）
  - 猪伏釜交差点 - 東浦町役場前交差点に於大公園の北側を通るルートと南側を通るルート2通りのルートがあったが、2011年4月1日に南側のルートのみに変更された。
- 国道366号（師崎街道）・愛知県道51号知立東浦線（東浦町役場東交差点）

### 沿線
- 西知多産業道路 寺本インターチェンジ
- 名鉄常滑線 寺本駅
- 愛知県立知多翔洋高等学校
- 名鉄河和線 八幡新田駅
- 知多半島道路 東浦知多インターチェンジ
- 於大公園
- 東浦町役場
- JR武豊線 緒川駅